# Godfryd I Bretoński
Godfryd I (ur. 980, zm. 20 listopada 1008) – książę Bretanii od 992 r., najstarszy syn księcia Conana I Krzywego i Ermengardy, córki hrabiego Andegawenii Godfryda I Szarej Opończy. Jego osiągnięciem było zjednoczenie Bretanii.

## Życiorys
Jego żoną była Jadwiga (ok. 978 – 21 lutego 1034), córka księcia Normandii Ryszarda I Nieustraszonego i Emmy, córki Hugona Wielkiego, hrabiego Paryża. Godfryd i Jadwiga mieli razem trzech synów i córkę:
- Alan III (997 – 1 października 1040), książę Bretanii
- Odon (999 – 1079), hrabia Penthievre
- Evenus
- Emma, żona Ivesa, wicehrabiego de Cotentin

Zmarł w 1008 r. podczas pielgrzymki do Rzymu.